# Tiger Global Management
Tiger Global Management, LLC (spesso denominata Tiger Global e precedentemente nota come Tiger Technology) è una società di investimento statunitense fondata da Chase Coleman III, ex dipendente di Tiger Management sotto Julian Robertson, nel marzo 2001. Si concentra principalmente su Internet, software, aziende di tecnologia dei consumatori e aziende finanziarie. Nel settembre 2022 gestiva un patrimonio (AUM) di 58 miliardi di dollari.

## Storia
Chase Coleman III, cresciuto alla scuola finanziaria di Julian Robertson, dal 1997 al 2000 ha lavorato come analista tecnologico per l'azienda Tiger Management. Nel 2000 Robertson chiuse Tiger Management e affidò a Coleman oltre 25 milioni di dollari da gestire, rendendolo uno dei 30 cosiddetti "Tiger Cubs", gestori di fondi che hanno iniziato la loro carriera con Tiger Management.
Nel 2001, Coleman ha fondato Tiger Technology (che sarebbe stato successivamente ribattezzato Tiger Global Management, LLC), come hedge fund per investire nel mercato azionario. Nel 2003, Scott Shleifer ha aiutato Tiger Global ad espandersi investendo nel mercato del private equity.
Dal 2007 al 2017, secondo il Preqin Venture Report, Tiger Global ha raccolto la più alta quantità di capitale tra le società di venture capital.
Nel 2020, Tiger Global ha fatto guadagnare  ai suoi investitori 10,4 miliardi di dollari, più di qualsiasi altro hedge fund presente nella lista annuale dei 20 migliori gestori stilata dalla società londinese di fondi di fondi LCH Investments.
Nel gennaio 2022, un gruppo di investitori guidato da Tiger Global Management ha investito 50 milioni di dollari nel protocollo The Graph. Nel marzo 2022, Tiger Global ha raccolto 12,7 miliardi di dollari per un nuovo fondo per sostenere le aziende tecnologiche in rapida crescita nelle loro fasi iniziali; l'azienda ha segnalato 900 investitori coinvolti nel nuovo fondo.
Nel 2022, l'azienda ha subito perdite significative. A giugno 2022, il valore dell'hedge fund e del fondo a lungo termine dell'azienda era diminuito rispettivamente del 52% e del 62% dall'inizio dell'anno. Il Wall Street Journal e il Financial Times hanno sostenuto che queste perdite avevano cancellato circa due terzi del valore accumulato dall'hedge fund e dal long-only fund nel corso della loro esistenza, mentre il settimanale New York ha citato una ricerca in cui si sostiene che le perdite potrebbero rappresentare i tre quarti dei guadagni.  Il Wall Street Journal ha definito la perdita dell'hedge fund "una delle più grandi mai registrate",  e un gestore anonimo di hedge fund citato dal New York ha definito le perdite "il più grande nella storia degli hedge fund".
Nel mese di giugno, le perdite di capitale di rischio dell'azienda sarebbero state meno gravi di quelle dei fondi dell'azienda.  Una lettera agli investitori di Tiger che riassume la performance dei suoi fondi di rischio nel primo trimestre del 2022 ha rivelato che le perdite associate ai fondi erano pari a circa il 9%.

## Maggiori investimenti
I fondi degni di nota includono Tiger Global Investments (il fondo long-short di punta dell'azienda) e Tiger Global Long Opportunities (solo long). La strategia di private equity è guidata da Scott Shleifer.
Questi i maggiori investimenti effettuati dalla società:
- Alibaba[15]
- Blank Street Coffee[16]
- Block Inc.[17]
- ByteDance[18]
- Carta[19]
- Coinbase[20]
- Credit Karma[21]
- Databricks[22]
- DST Global[18]
- Facebook[23]
- Flipkart[18]
- Glassdoor[24]
- JD.com[18]
- Kajabi[25]
- Koo[26]
- LinkedIn[27]
- Nextdoor[28]
- Nubank[29]
- Quora[30]
- SenseTime[31]
- Softbank Group[32]
- Spotify[33]
- Stripe[34][35]
- strongDM[36]
- The Viral Fever[37]
- UiPath[38]
- Waymo[39]
- Yandex[18]